# Azane

Triazan, ein Vertreter der Azane

Azane bezeichnet eine Gruppe chemischer Verbindungen. Es handelt sich um gesättigte, acyclische Stickstoff-Wasserstoff-Verbindungen mit der allgemeinen Summenformel NnHn+2. Das einfachste Azan ist folglich Ammoniak, das von der IUPAC systematisch auch mit Azan bezeichnet wird. Das nächsthöhere Homologe ist das Diazan (Trivialname (Hydrazin)), gefolgt von Triazan.
Die Reihe kann aufgefasst werden als N-Heteroanaloga der n-Alkane.
In der Anlage I zum deutschen Betäubungsmittelgesetz werden auch einige Wirkstoffe mit dem Namensbestandteil Azan bezeichnet. Allerdings handelt es sich dabei um Verbindungen mit einer Aminogruppe, wie beispielsweise Allylescalin. Die dortige Namensverwendung steht nicht im Einklang mit der systematischen chemischen Nomenklatur, nach der diese funktionellen Gruppen mit dem Suffix -amin bezeichnet werden.
Stickstoffwasserstoffe, in denen Doppelbindungen enthalten sind, werden als Azene bezeichnet.
Azane und Azene können durch Protonierung positiv geladene Ionen (Kationen) und durch Deprotonierung negativ geladene Anionen bilden. Die Kationen werden dann als Azanium- oder Azenium-Ionen bezeichnet. Die Anionen werden Azanid- oder Azenid-Ionen genannt. Im Natriumhydrazid, dem Salz des Natriums mit Hydrazin, ist ein Azanid-Anion enthalten.